# Ligne Namboku du métro de Sendai
Pour les articles homonymes, voir Ligne Namboku.
La ligne Namboku (南北線, Nanboku-sen) est une ligne du métro de Sendai au Japon. Elle relie la station d'Izumi-Chūō à celle de Tomizawa. Longue de 14,8 km, elle traverse Sendai selon un axe nord-sud en passant par les arrondissements d'Izumi, Aoba, Wakabayashi et Taihaku. Sur les cartes, la ligne est identifiée avec la lettre N et sa couleur est verte.

## Histoire
La construction de la ligne Namboku a débuté en 1981 et le premier tronçon entre Yaotome et Tomizawa a été ouvert le 15 juillet 1987. La ligne a ensuite été prolongée à Izumi-Chūō le 15 juillet 1992. À la suite du séisme de 2011 de la côte Pacifique du Tōhoku, l'exploitation de la ligne a été suspendue entre le 11 mars et le 29 avril 2011.

## Caractéristiques

### Ligne
- Écartement : 1 067 mm
- Alimentation : 1 500 V par caténaire
- Vitesse maximale : 75 km/h

### Tracé
|  |

### Liste des stations

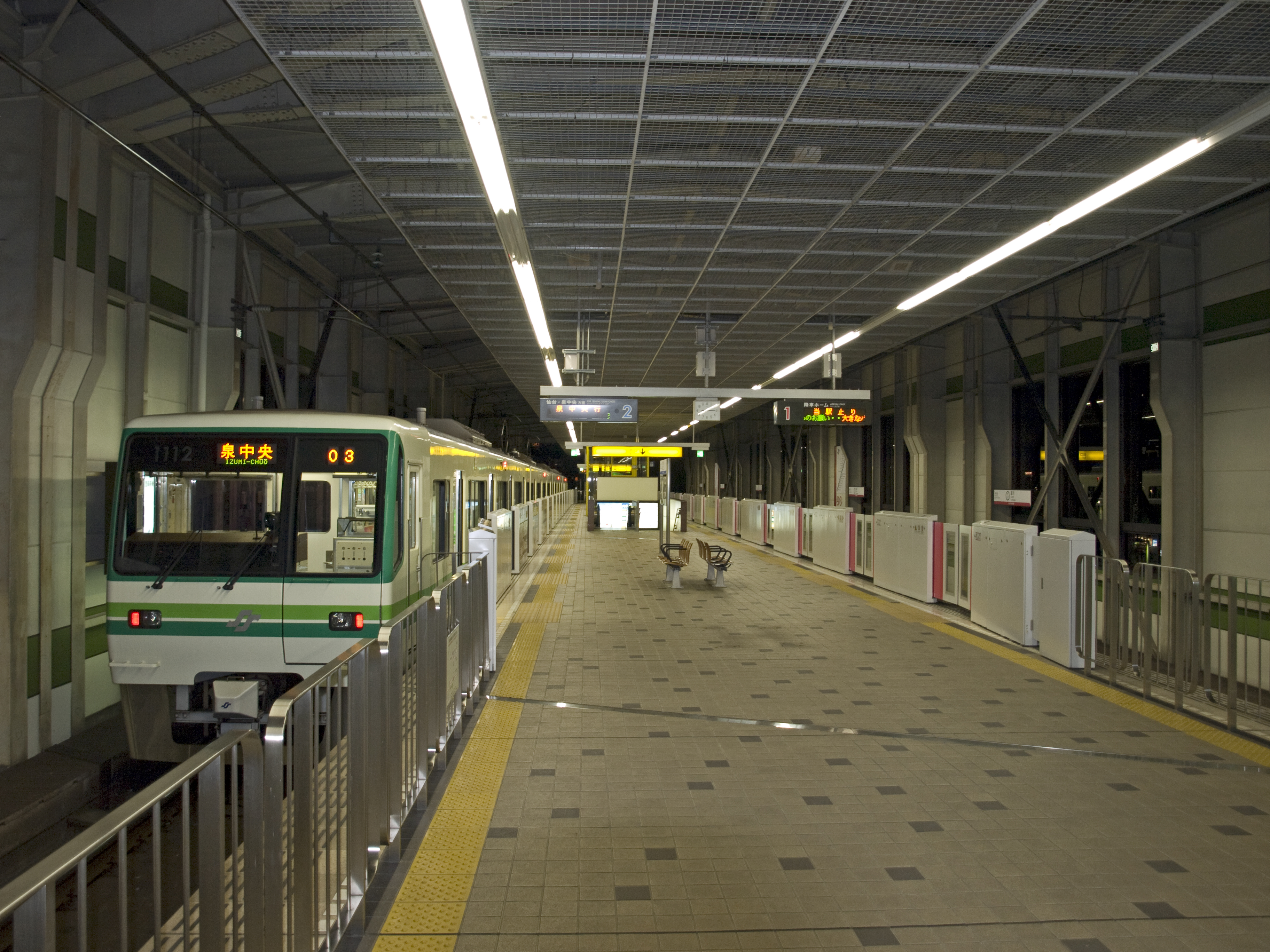
La ligne Namboku à Tomizawa

La ligne Namboku comporte 17 stations, identifiées de N01 à N17.
| Numéro | Station           | Nom japonais | Distance (km) | Correspondances | Arrondissement |
| ------ | ----------------- | ------------ | ------------- | --- | -------------- |
| N01    | Izumi-Chūō        | 泉中央       | 0             | | Izumi          |
| N02    | Yaotome           | 八乙女       | 1,2           | | Izumi          |
| N03    | Kuromatsu         | 黒松         | 2,5           | | Izumi          |
| N04    | Asahigaoka        | 旭ヶ丘       | 3,3           | | Aoba           |
| N05    | Dainohara         | 台原         | 4,3           | | Aoba           |
| N06    | Kita-Sendai       | 北仙台       | 5,4           | JR East : Senzan | Aoba           |
| N07    | Kita-Yobanchō     | 北四番丁     | 6,6           | | Aoba           |
| N08    | Kōtōdai-Kōen      | 勾当台公園   | 7,3           | | Aoba           |
| N09    | Hirose-dōri       | 広瀬通       | 7,9           | | Aoba           |
| N10    | Sendai            | 仙台         | 8,5           | Métro de Sendai : Tōzai JR East Shinkansen : Akita, Tōhoku JR East : Jōban, Senseki, Senzan, Tōhoku Sendai Airport Transit : Aéroport de Sendai | Aoba           |
| N11    | Itsutsubashi      | 五橋         | 9,4           | | Aoba           |
| N12    | Atagobashi        | 愛宕橋       | 10,0          | | Wakabayashi    |
| N13    | Kawaramachi (ja)  | 河原町       | 10,9          | | Wakabayashi    |
| N14    | Nagamachi-Itchōme | 長町一丁目   | 11,7          | | Taihaku        |
| N15    | Nagamachi         | 長町         | 12,4          | JR East : Jōban, Tōhoku Sendai Airport Transit : Aéroport de Sendai                                                                             | Taihaku        |
| N16    | Nagamachi-Minami  | 長町南       | 13,3          | | Taihaku        |
| N17    | Tomizawa          | 富沢         | 14,8          | | Taihaku        |

## Exploitation
La ligne Namboku utilise, depuis 1987, des rames de métro série 1000 à 4 voitures.